# Podłaszcze (Kotowa Wola)
Podłaszcze – część wsi Kotowa Wola położona w Polsce,  w województwie podkarpackim, w powiecie stalowowolskim, w gminie Zaleszany.
W latach 1975–1998 Podłaszcze należało administracyjnie do województwa tarnobrzeskiego.